# El Eulma
El Eulma (arabisk: العلمة, tr. al-ʿUlma  ( hør)) er en by i det nordøstlige Algeriet med et indbyggertal på 155.038 (2008) indbyggere. Byen ligger i provinsen Sétif, ca. 210 km øst for hovedstaden Algier.